# André Lotterer

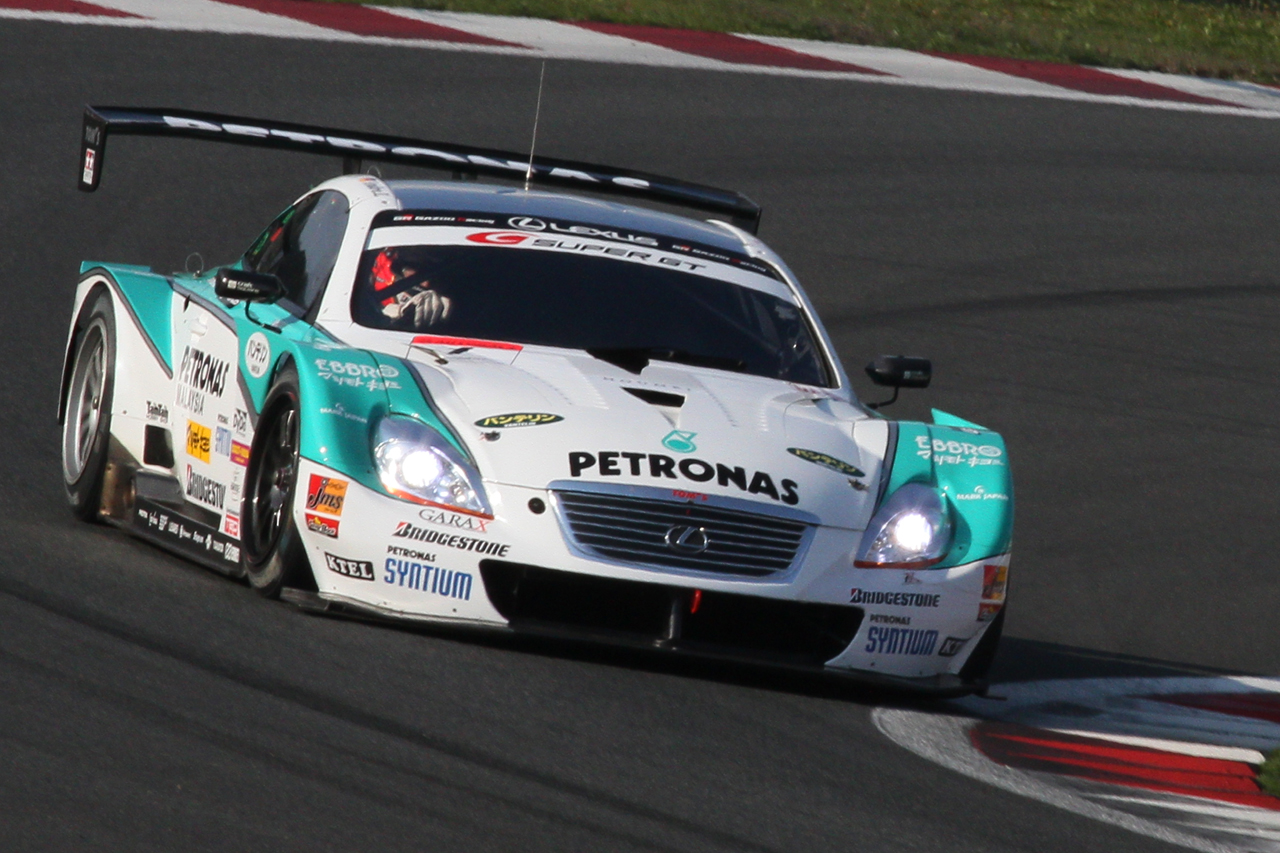
Lexus SC pilotat per André Lotterer en la superclasificació dels 400 km de Fuji del Super GT Japonès 2010.

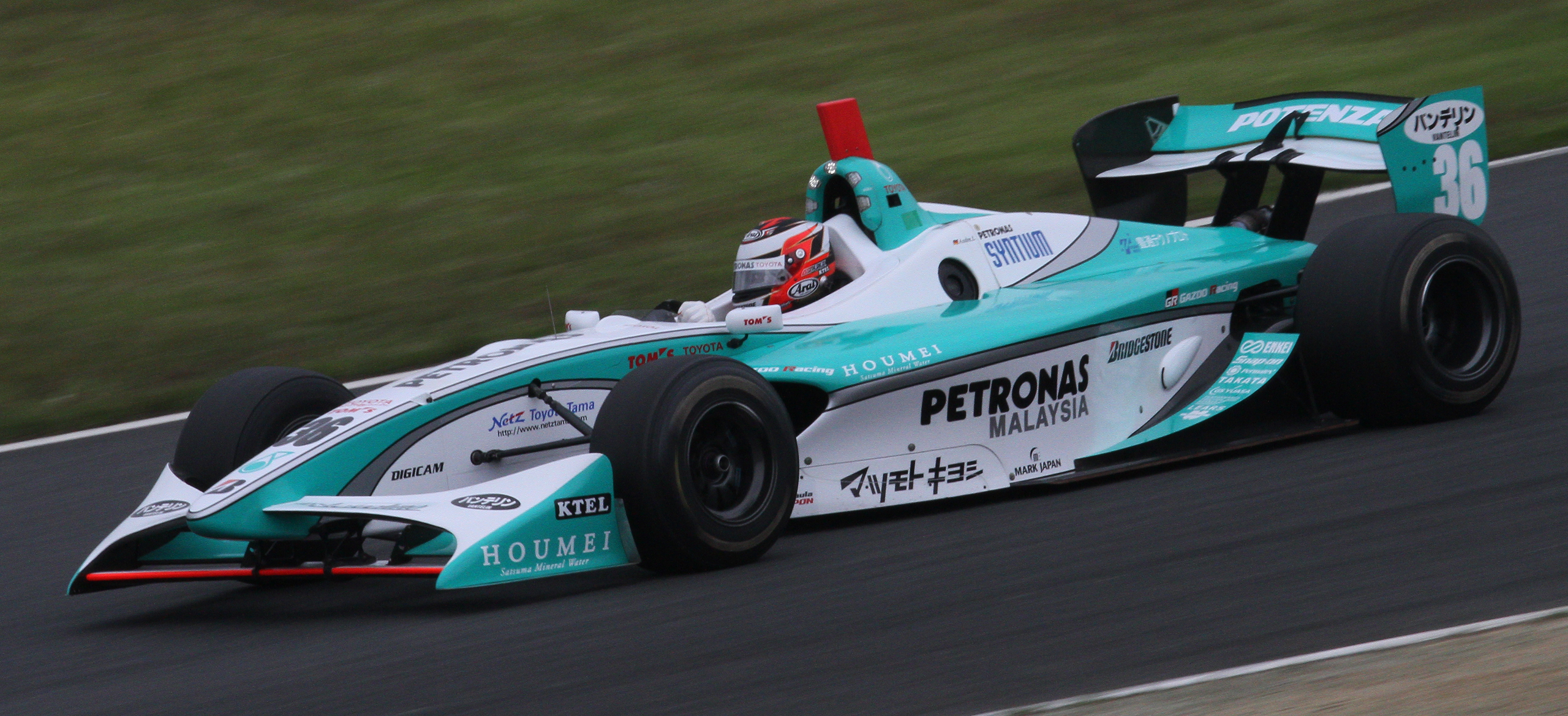
André Lotterer durant una tanda d'entrenaments de la Fórmula Nippon 2010 a Motegi.

André Lotterer (19 de novembre de 1981, Duisburg, Alemanya) és un pilot d'automobilisme de velocitat alemany. Va ser campió de la Fórmula Nippon l'any 2011 i del campionat Super GT Japonès dels anys 2006 i 2009 corrent per al fabricant japonès Toyota, i va obtenir el Campionat Mundial de Resistència del 2012 i les 24 Hores de Le Mans dels anys 2011, 2012 i 2014 per a la marca alemanya Audi. La temporada 2014 debuta a la Fórmula 1 amb un Caterham.

## Inicis i ascens (1989-2002)
Lotterer és fill de pare peruà i mare alemanya, i es va criar a Bèlgica. Va competir al karting des de 1989 fins a 1997 disputant curses a Bèlgica, Alemanya i Holanda, època en què va obtenir diversos subcampionats alemanys. l'any 1998 va passar als monoplaces per disputar la Fórmula Junior BMW Alemanya, on es va coronar campió. L'any 1999 va repetir èxit però en la Fórmula BMW Alemanya, i a més va acabar cinquè en la Fórmula Renault Europea. L'any 2000 va acabar quart a la Fórmula 3 Alemanya. Jaguar Racing el va contractar l'any 2001 per disputar la Fórmula 3 Britànica, que va culminar en setena posició. Aquest any també va arribar segon en el Masters de Fórmula 3.
L'any 2002 va exercir com a pilot de proves de Jaguar a la Fórmula 1. D'altra banda, va arribar tercer a la classe N-GT i cinquè absolut de les 24 Hores de Spa amb un Porsche 911 de Freisinger al costat de Marc Lieb, Georges Forgeoisy i Bert Longin, i va disputar la cursa final de la sèrie CART per a l'equip de Dale Coyne.

## Japó (2003-2011)
Jaguar no va voler comptar amb Lotterer l'any 2003. Davant la situació, l'alemany es va mudar al Japó per disputar la Fórmula Nippon i a la classe GT500 del Campionat Japonès de Gran Turismes (després Super GT Japonès). En tots dos tornejos, va competir fins al 2005 amb l'equip Nakajima per a la marca Honda, i a partir de 2006 amb Tom's per Toyota/Lexus. En el JGTC / SGT, va ser campió en 2006 i 2009, subcampió en 2010 i cinquè el 2008. Fins al 2005 va pilotar un Honda NSX, i des de 2006 fins al 2011 va pilotar en un Lexus SC.
A la Fórmula Nippon, Lotterer va obtenir el campionat l'any 2011, el subcampionat en 2004, 2010 i 2013, i sempre va quedar entre els cinc primers, acumulant un total de 23 victòries.
L'any 2003 va debutar a la Fórmula Nippon amb tres podis en deu carreres que el van col·locar cinquè en el campionat. L'any 2004 va obtenir dues victòries i quatre podis en nou carreres, quedant empatat en punts amb Richard Lyons, qui li va arrabassar el títol amb dues victòries. L'any 2005 va guanyar en dues carreres però no va puntuar en cap altra, quedant així quart en el campionat.
A la temporada 2006 de la Fórmula Nippon, l'alemany va obtenir dues victòries, un segon lloc i dos cinquens amb Tom's, quedant així tercer per darrere de Benoît Tréluyer i Tsugio Matsuda. L'any 2007 va aconseguir una victòria i tres podis, de manera que es va situar cinquè en la classificació final. El 2008 va acumular quatre podis i set top 5 en les 11 carreres, però al no aconseguir victòria va quedar tercer per darrere de Matsuda i Loïc Duval.
Lotterer es va adaptar bé al nou xassís Swift de la Fórmula Nippon 2009. Amb un triomf i quatre podis en vuit carreres, va resultar tercer per darrere de Duval i Tréluyer. En la seva cinquena temporada amb Tom's, el pilot va guanyar una carrera i va pujar al podi en set de les vuit del calendari 2010, malgrat la qual cosa va ser subcampió per darrere de João Paulo d'Oliveira. El pilot va dominar la temporada 2011 amb cinc victòries i un segon lloc, or el que va obtenir el títol davant Kazuki Nakajima i D'Oliveira.
L'any 2012, l'alemany va aconseguir dos triomfs, un segon lloc i dos cinquens en vuit carreres, de manera que va resultar quart en la classificació general. A continuació va aconseguir dues victòries i dos segons llocs a la Super Fórmula 2013, però es va absentar en les altres carreres, per la qual cosa Naoki Yamamoto el va superar en la taula final.
Al volant del nou Dallara, el pilot va obtenir en 2014 dues victòries i quatre podis en vuit aparicions, quedant així tercer per darrere de Nakajima i D'Oliveira. L'any 2015 va obtenir tres victòries, un quart lloc i un cinquè, per la qual cosa va finalitzar tercer en el campionat de pilots.
Com a pilot oficial de Toyota, Lotterer va ser pilot de proves de l'equip Toyota F1 durant la pretemporada 2008. Així mateix, l'any 2004 va ser pilot de proves de Panther Racing en la IndyCar Sèries, i el 2009 va disputar una cursa de l'A1 Grand Prix per a la selecció alemanya.

## Resistència (2009-present)
Lotterer també va competir en diverses carreres de resistència entre 2009 i 2011. Va disputar les 24 Hores de Nürburgring per a l'equip Gazoo amb un Lexus LF-A oficial de la classe SP8: va abandonar l'any 2009 i va arribar en posicions endarrerides a les curses de 2010 i 2011.
D'altra banda, l'any 2009 va debutar a les 24 Hores de Le Mans amb un Audi R10 TDI antic de la classe LMP1, on va arribar setè per a l'equip Kolles al costat de Charles Zwolsman Jr; durant la prova no va comptar amb el tercer pilot, Narain Karthikeyan, que s'havia lesionat. L'any 2010 va córrer els 1000 km de Spa-Francorchamps amb un Audi R15 TDI oficial acompanyant a Marcel Fässler i Benoît Tréluyer; va arribar retrassat a Spa i segon a la cursa de Le Mans. L'any 2011, els tres van arribar cinquens en els 1000 km de Spa-Francorchamps, van guanyar les 24 Hores de Le Mans i van acabar sisens en Petit Le Mans, en aquest cas pilotant un Audi R18 TDI d'Audi Sport.
L'any 2012, el pilot va disputar el Campionat Mundial de Resistència per Audi, conduint un Audi R18 híbrid a partir de la segona cursa. Amb tres victòries en les 24 Hores de le Mans, Silverstone i Bahrain més tres segon llocs, l'alemany va compartir amb els seus companys de butaca Fässler i Tréluyer el títol de pilots, i va participar en l'obtenció del títol de marques d'Audi. A més va finalitzar sisè en les 24 Hores de Spa per Phoenix amb un Audi R8 oficial, aquesta vegada acompanyat de Fässler i Tom Kristensen.
Lotterer va obtenir tres victòries i sis podis en les vuit dates del Campionat Mundial de Resistència 2013 al costat de Fässler i Tréluyer, resultant així subcampió per darrere de McNish, Kristensen i Duval. Novament va disputar les 24 Hores de Spa amb Audi, aquesta vegada al costat de Frank Stippler i Christopher Mies, arribant tercer absolut.
A l'any següent, Lotterer juntament amb els seus companys van aconseguir guanyar les 24 Hores de le Mans i les 6 Hores d'Austin, però no va sumar més podis en les sis dates restants del Campionat Mundial de Resistència. Així, el trio va finalitzar subcampió per darrere del duo Anthony Davidson / Sebastien Buemi de Toyota.
L'any 2015 va vèncer en les curses de Silverstone i Spa amb Audi, mentre que va obtenir dos segons llocs i va acabar tercer a Le Mans i les altres curses. Va aconseguir ser subcampió de pilots i de marques.

## Resultats complets a la Fórmula 1

### Fórmula 1
| Any  | Equip            | 1   | 2   | 3   | 4   | 5   | 6   | 7   | 8   | 9   | 10  | 11  | 12      | 13  | 14  | 15  | 16  | 17  | 18  | 19  | Pos. | Punts |
| ---- | ---------------- | --- | --- | --- | --- | --- | --- | --- | --- | --- | --- | --- | ------- | --- | --- | --- | --- | --- | --- | --- | ---- | ----- |
| 2014 | Caterham-Renault | AUS | MYS | BAH | XIN | ESP | MON | CAN | AUT | GBR | GER | HON | BEL Ret | ITA | SIN | JPN | RUS | USA | BRA | ABU | 24º  | 0     |